# HD73634
HD73634 — хімічно пекулярна зоря спектрального класу A7, що має  видиму зоряну величину в смузі V приблизно  4,1.
Вона  розташована на відстані близько 1436,8 світлових років від Сонця.